# Carey Fraser
Carey Mourdant (nascida Fraser; Londres, 1660 – Peterborough, 13 de maio de 1709) foi uma nobre inglesa de ascendência escocesa. Ela foi condessa de Peterborough e Monmouth pelo seu casamento com Charles Mordaunt, 3.º Conde de Peterborough. Carey também foi madrinha de hora como uma das damas de companhia da rainha Catarina de Bragança, de 1674 a 1680, além de ter sido uma das Beldades de Hampton Court, pintada por Godfrey Kneller.

## Família
Carey foi a filha de Alexander Fraser, 1.° baronete Fraser de Dores, do condado de Kincardine, médico do rei Carlos II de Inglaterra, e de Mary Carey.
Os seus avós paternos foram Adam Fraser, filho de Thomas Fraser e Helen Gordon, e uma mulher de nome desconhecido. Os seus avós maternos foram o coronel Ferdinand Carey e Philippa Throckmorton. Ferdinand era filho de Sir Edmund Carey, por sua vez, filho de Henry Carey, 1.º Barão Hunsdon e de Anne Morgan, Baronesa Hunsdon, sendo Henry o filho de Maria Bolena, tia materna da rainha Isabel I de Inglaterra, que era filha de Ana Bolena, irmã de Maria. Devido ao fato de Maria ter sido amante do rei Henrique VII de Inglaterra, antes do mesmo se casar com sua irmã, especula-se que Henry fosse filho não de William Carey, mas do próprio rei Henrique. Se isso for verdade, Carey, seria portanto, uma descendente direta da linhagem real ao trono da Casa de Tudor. Seja como for, ela era uma prima distante da rainha Isabel I por parte de mãe.

## Biografia

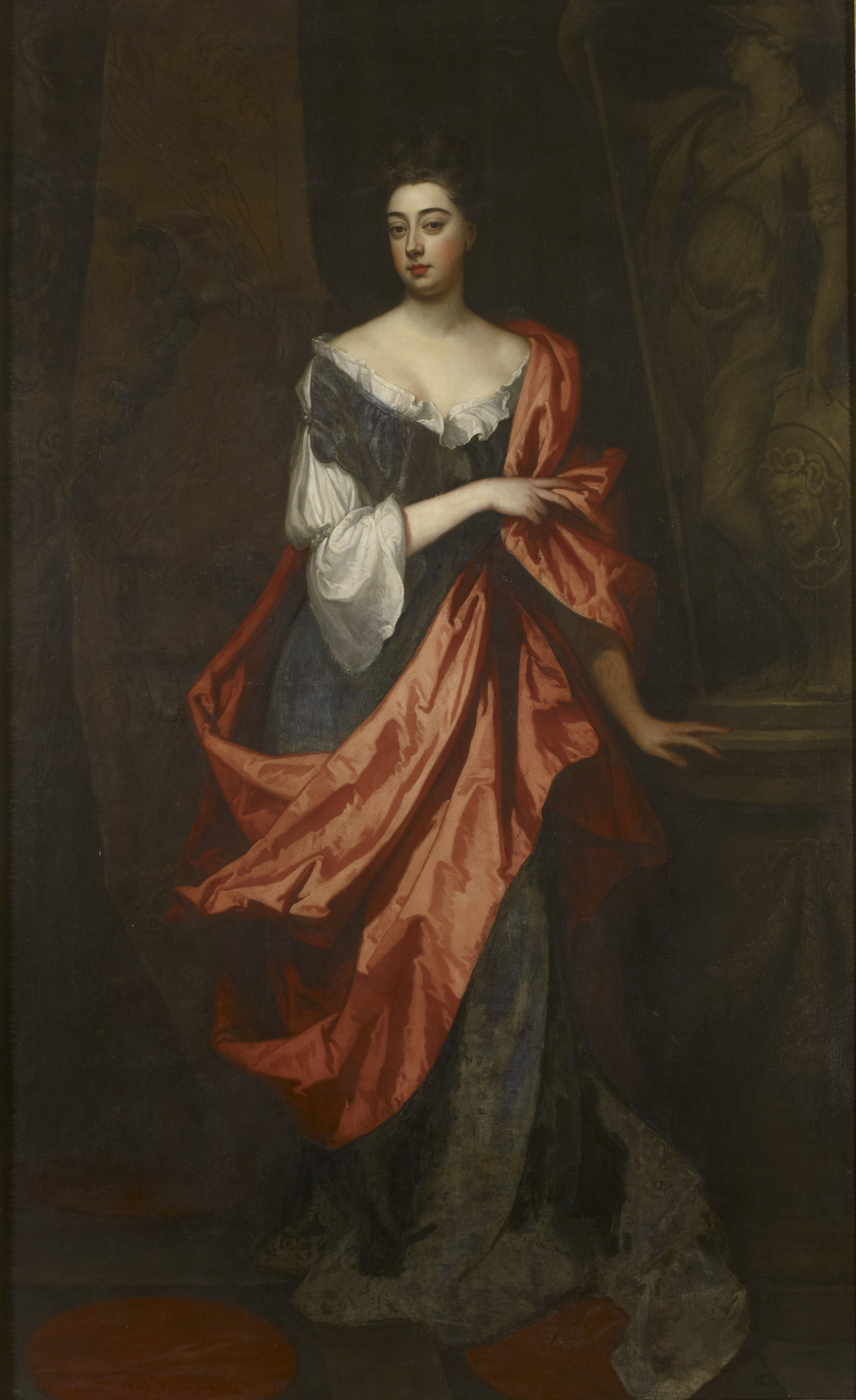
Retrato de Carey Fraser por Godfrey Kneller.

Por volta de 1678, Carey fugiu para se casar secretamente com Charles Mourdant, filho de John Mordaunt, 1.° Visconde Mordaunt e de Elizabeth Carey. Os dois eram parentes, pois a mãe de Charles, Elizabeth, também era descendente de Maria Bolena. Através da família Carey, os Mourdant herdaram o estado de Dores, em Kincardineshire, na Escócia. 
A partir do casamento, passou a ser viscondessa Mourdant. Mais tarde, Carey tornou-se condessa de Monmouth com a ascensão do marido ao título em 1689, e posteriormente, condessa de Peterborough, em 1697.
O casal teve três filhos, dois meninos e uma menina. 
A condessa faleceu no dia 13 de maio de 1709, com cerca de 49 anos, em Peterborough, na época parte de Northamptonshire, mas hoje parte de Cambridgeshire. Ela foi enterrada no Cemitério de Todos os Santos, na vila de Turvey, no condado de Bedfordshire.  
Anos mais tarde, Charles se casou com Anastasia Robinson, uma cantora de ópera, que não foi imediatamente reconhecida como sua esposa, mas não teve mais filhos.

## Descendência
- Henry Mordaunt (1679 - 27 de fevereiro de 1710), não se casou e nem teve filhos;
- John Mordaunt, Visconde Mourdant (c. 1681 - 6 de abril de 1710), lutou no exército. Foi casado com Frances Powlett, com quem teve dois filhos;
- Henrietta Mordaunt (c. 1688 - 11 de outubro de 1760), foi esposa de Alexander Gordon, 2.° Duque de Gordon, com quem teve onze filhos.